# Neon Lights (album Simple Minds)
Neon Lights è un album di cover del gruppo musicale britannico Simple Minds, pubblicato l'8 ottobre 2001.

## Tracce
1. Gloria (Van Morrison)
2. The Man Who Sold the World (David Bowie)
3. Homosapien (Pete Shelley)
4. Dancing Barefoot (Patti Smith)
5. Neon Lights (Kraftwerk)
6. Hello, I Love You (The Doors)
7. Bring On the Dancing Horses (Echo & The Bunnymen)
8. The Needle and the Damage Done (Neil Young)
9. For Your Pleasure (Roxy Music)
10. All Tomorrow's Parties (The Velvet Underground)

## Classifiche
| Classifica (2001) | Posizione massima |
| ----------------- | ----------------- |
| Germania          | 58                |
| Svizzera          | 65                |